# Eschenbergen
Eschenbergen ist eine Gemeinde im thüringischen Landkreis Gotha. Sie gehört der Verwaltungsgemeinschaft Nesseaue an.

## Geografie
Eschenbergen liegt direkt am Südhang der Fahner Höhe, etwa 9 km nordöstlich der Kreisstadt Gotha, in einem flachen Tal zwischen dem 413 m ü. NN hohen Abtsberg der Fahner Höhen und der 300,6 m ü. NN hohen Eschenberger Höhe im Süden. Die Gemarkung umfasst 12,66 km², wovon etwa 4 km² Waldflächen sind. Der höchste Punkt des Gemeindegebietes ist der Abtsberg, der tiefste Punkt liegt mit 275 m ü. NN beim Übergang der Nesse in Ballstädter Gebiet. Die Ortsmitte (Straßenbrücke der Molschleber Straße über den Wingferborn-Bach) weist eine Höhe von 300 m ü. NN auf.
Der Ort und sein Gemeindegebiet wird von Bächen durchflossen, die die Fahner Höhen nach Süden entwässern: Wingferborn, Goldklingengraben, Wolfsgraben, Molschtal. Der Eschenberger Bach im Süden der Gemeinde liegt jedoch auf dem Gebiet von Molschleben. Alle Bäche münden in die Nesse.

## Religion
Die Evangelisch-lutherische Kirchengemeinde bildet mit der des Ortes Molschleben seit etwa 100 Jahren eine gemeinsame Pfarrei.

## Geschichte

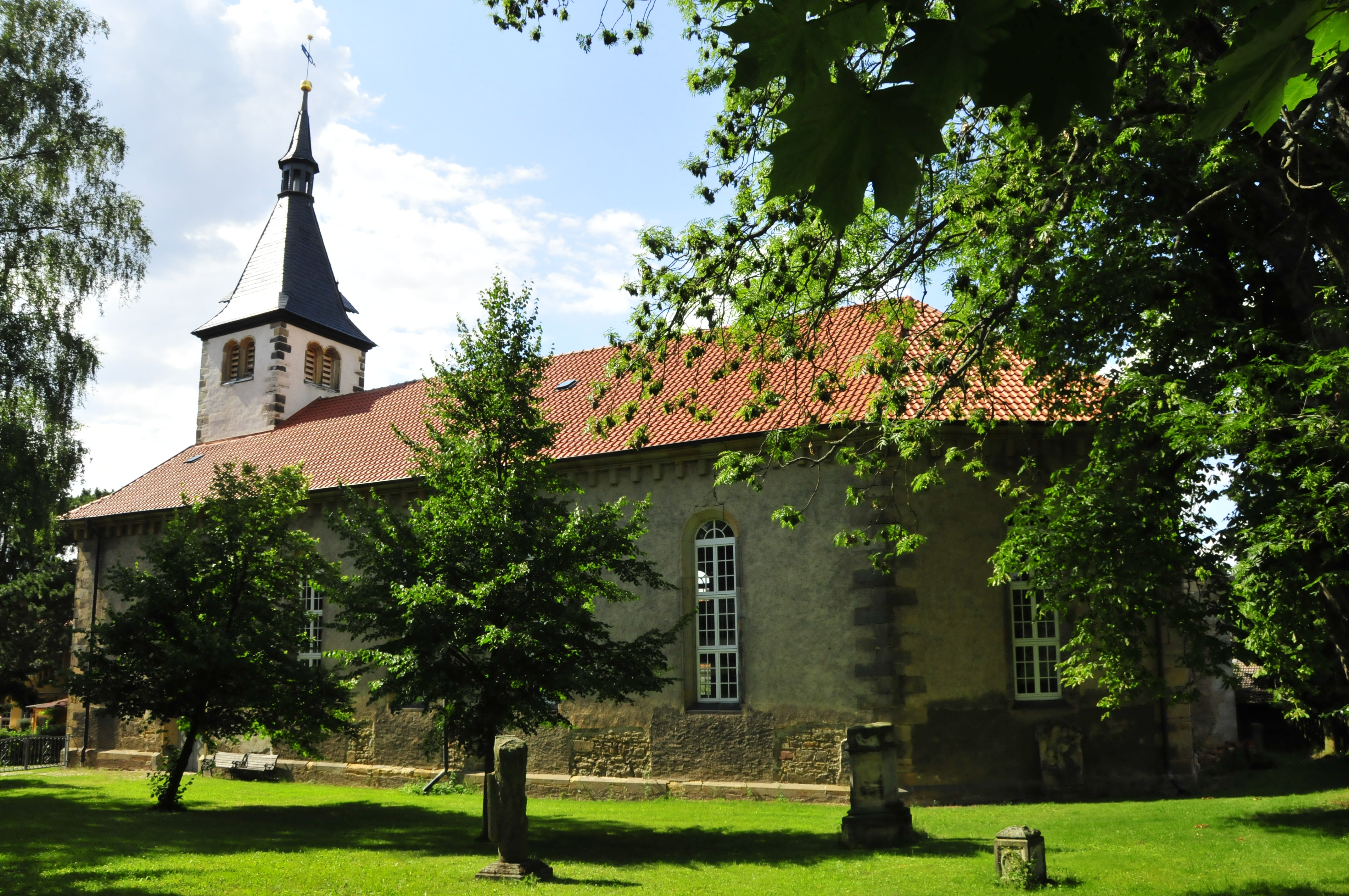
Dorfkirche St. Margarethen

Im Jahre 1005 wurde Eschenbergen erstmals in einer Urkunde des Klosters Göllingen als „Hessenberh“ erwähnt. Im 13. Jahrhundert bezeichnete man Eschenbergen als kleines „Städtchen“. Es gab ein großes Kloster „St.Nikolaus“ im Ort. Waid- und Getreide-Anbau sowie das Bierbrauen waren von besonderer Bedeutung. Im Dreißigjährigen Krieg wurde Eschenbergen fast „dem Erdboden gleichgemacht“ und hatte nur noch 106 Einwohner. 1683 grassierte die Pest und forderte 70 Todesopfer. Bis zum Reichsdeputationshauptschluss 1803 war der Ort geteilt in einen Obergleichischen Ortsteil, der 38 Häuser einschließlich der St.-Margareten-Kirche umfasste, und den unteren Ortsteil, der unter sächsischer Verwaltung (Amt Gotha) stand. Der Obergleichische Ortsteil gehörte nach dem Erwerb der gleichischen Herrschaft Tonna im Jahr 1677 durch Herzog Friedrich I. von Sachsen-Gotha-Altenburg zu dieser.
Aus dem Ersten Weltkrieg kehrten 18 Eschenberger nicht zurück. In den 1930er Jahren wurde in der Nähe des Ortes ein militärisches Übungsgelände eingerichtet, vorwiegend für die Luftwaffe. Im Zweiten Weltkrieg übernahmen wieder die Frauen und die Alten die Arbeit der eingezogenen Männer, dazu französische und polnische Kriegsgefangene. Der Ort nahm viele Evakuierte aus den bombenkriegsgefährdeten westdeutschen Städten auf. Im April 1945 wurde der Ort von US-Truppen besetzt, Anfang Juli in die SBZ eingegliedert. Durch Aufnahme vieler Heimatvertriebener aus den Ostgebieten wuchs die Einwohnerzahl von Eschenbergen von 711 im Jahre 1939 auf 1.056 im Jahre 1948 an. In der Folgezeit wurde die Landwirtschaft kollektiviert. Nach 1990 nahm man Eschenbergen in das Förderprogramm zur Dorferneuerung des Landes Thüringen auf. Daneben entstanden zwei Neubaugebiete.

## Bürgermeister
| Name            | Partei | Amtszeit  |
| --------------- | ------ | --------- |
| Reinhardt Wirth | SED    | 1970–1999 |
| Karl-Heinz Lerp | FDP    | 1999–2010 |
| Ines Laufer     | CDU    | seit 2010 |

## Sehenswürdigkeiten

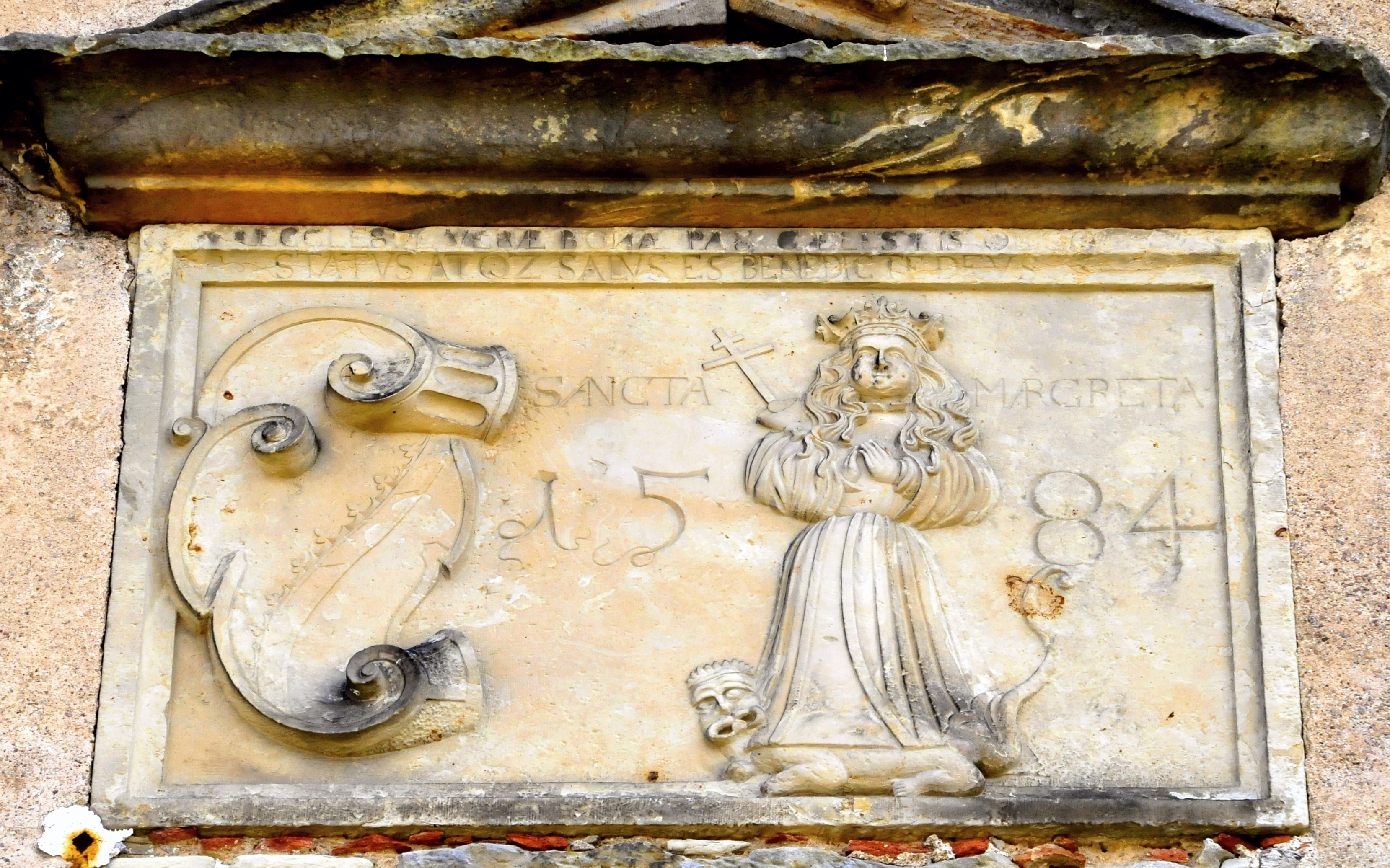
Reliefstein „Sancta Margareta 1584“ (Jahreszahl der Erbauung)

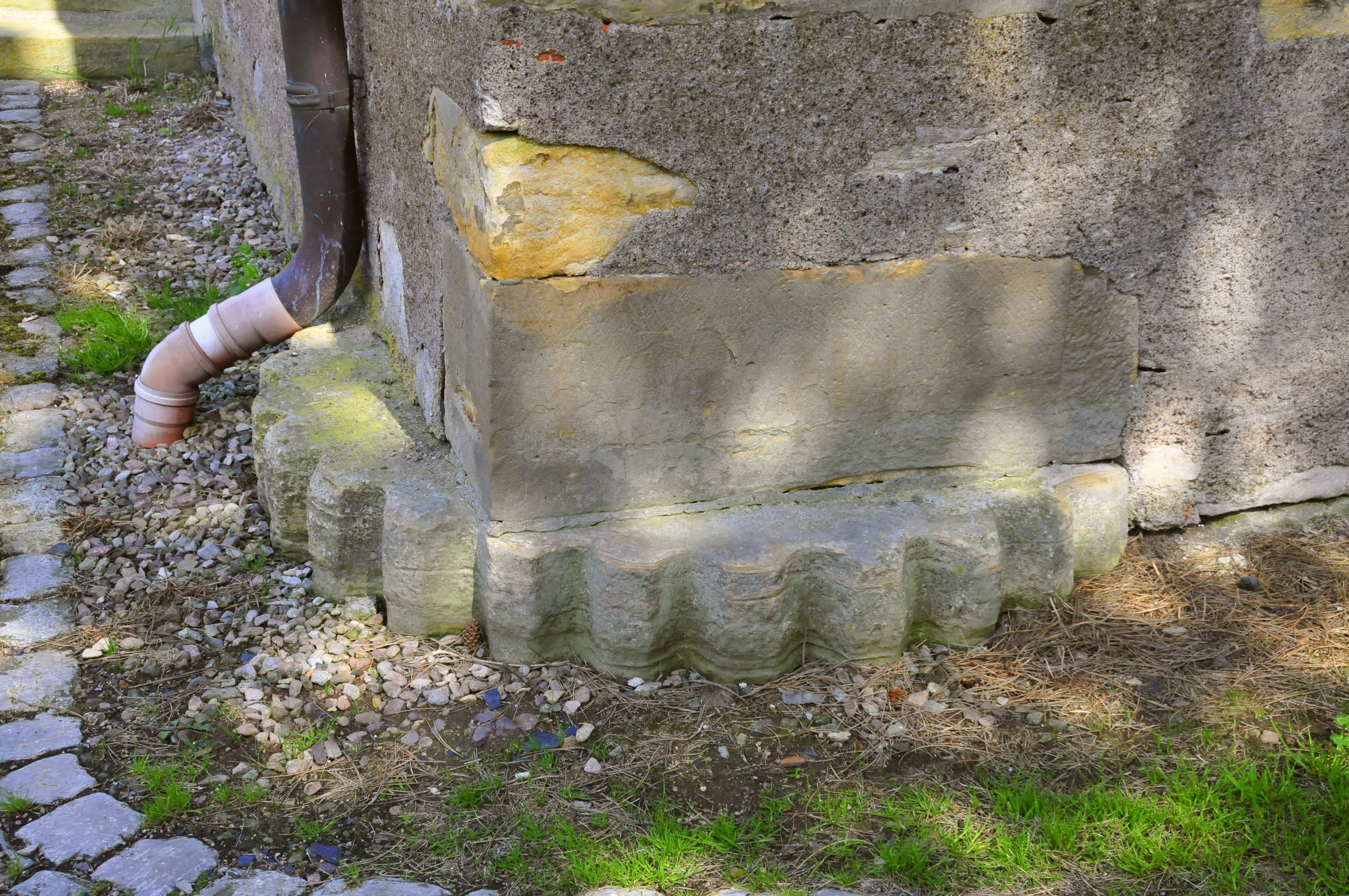
Fundamentstein des Turms: Waidmühlstein

- Der Bau der lutherischen Kirche „St. Margareten“ im damals Eschenberga genannten Ort erfolgte 1584. Dies wird auch durch einen Reliefstein in der Kirchenmauer bezeugt. Noch ältere Fragmente reichen in die Zeit der Romanik zurück. Im Jahre 1618 erhielt die Kirche für "170 fl. 12 gl. 3 pf." eine Orgel aus der Werkstatt von Peter Völ(c)ker, die 1753 durch Johann Christian Hofmann erneuert wurde. 1841 wurde ein neuer Kirchturm errichtet. Ein Kuriosum ist die Tatsache, dass man als Fundamentstein der Nordwestecke des Turms einen Färberwaidmühlstein verwendete. 1842 wurde die alte Kirche abgetragen, um an deren Stelle einen größeren Bau zu errichten, wobei der alte Kirchturm in die neue Kirche einbezogen wurde. Eine Komplettsanierung des Turms gelang der Kirchgemeinde im Jahre 2008, so dass jetzt eine neue Haube und ein goldener Stern mit einer neuen Wetterfahne weithin sichtbar über Eschenbergen leuchten.
- Die Sieben Gräber: Auf dem Abtsberg der Fahner Höhen nördlich von Eschenbergen an der Gemarkungsgrenze zu Döllstädt gruben junge Wehrmachtssoldaten am 9. April 1945 Schützenlöcher für eine Verteidigungsstellung. Sie wurden von einem amerikanischen Spähpanzer unter Feuer genommen. Sieben 17- und 18-Jährige starben, der Rest der Truppe ergab sich und kam in das Gefangenenlager Bad Kreuznach. Ein Schwerverwundeter erlag auf dem Transport seinen Verletzungen. „Wegen des Zustands der Körper“ entschied der Pfarrer, dass die Gefallenen nicht auf dem Friedhof von Eschenbergen, sondern auf dem Abtsberg beerdigt wurden. Dort standen bis 1953 sieben Kreuze mit den Namen der Soldaten, die dann durch ein Denkmal ersetzt wurden. Der Stein trägt eine Namenstafel, überschrieben mit „GEFALLEN AM 9. April 1945“.[2]

## Verkehr
Der nächste Bahnhof ist Ballstädt (Kr Gotha) an der Bahnstrecke Gotha–Leinefelde, etwa fünf Kilometer westlich von Eschenbergen. Die Buslinien 890 und 892 der Regionalen Verkehrsgemeinschaft Gotha verbinden Eschenbergen werktags mit der Kreisstadt Gotha.

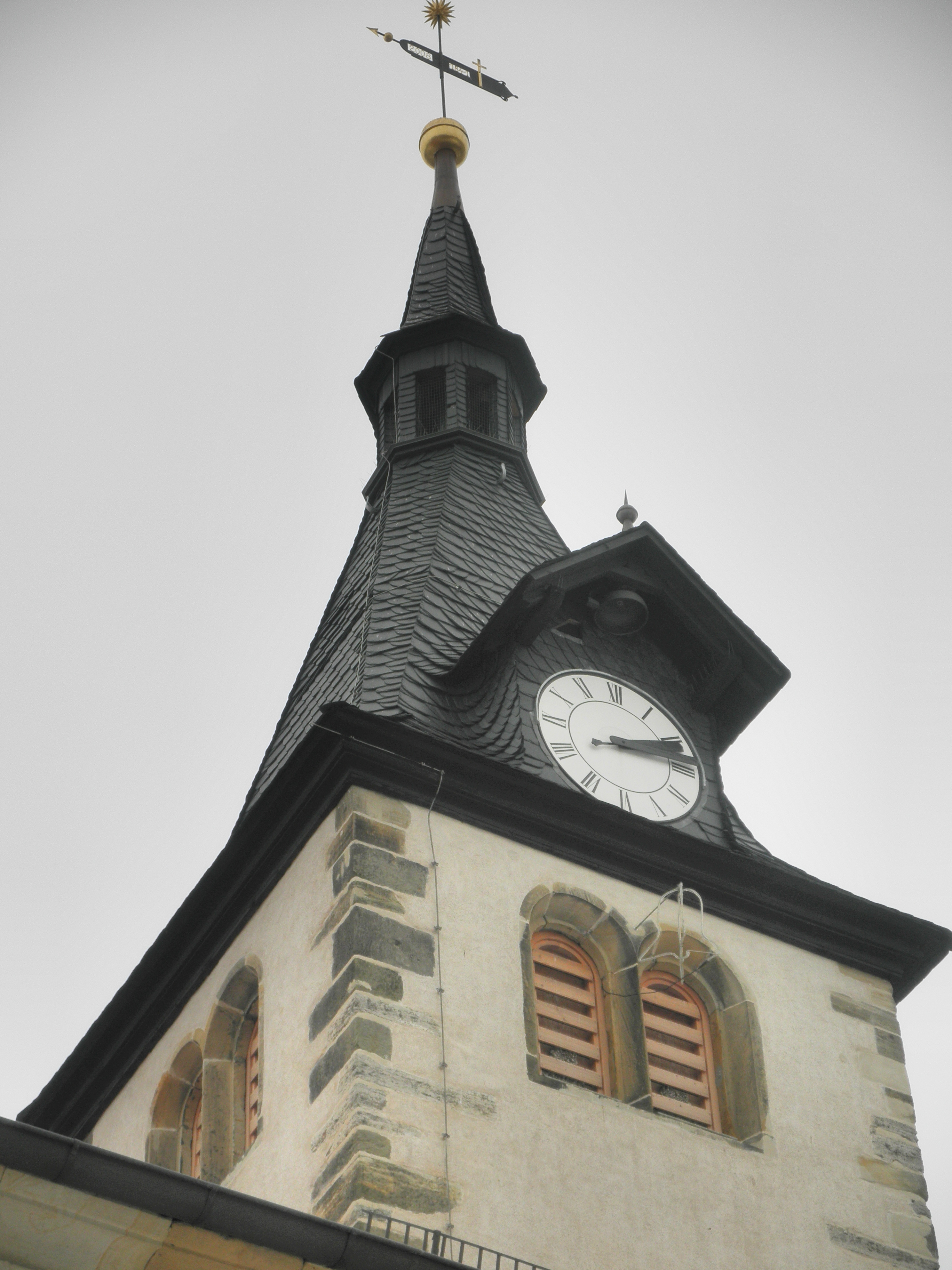
Turmhelm der Kirche
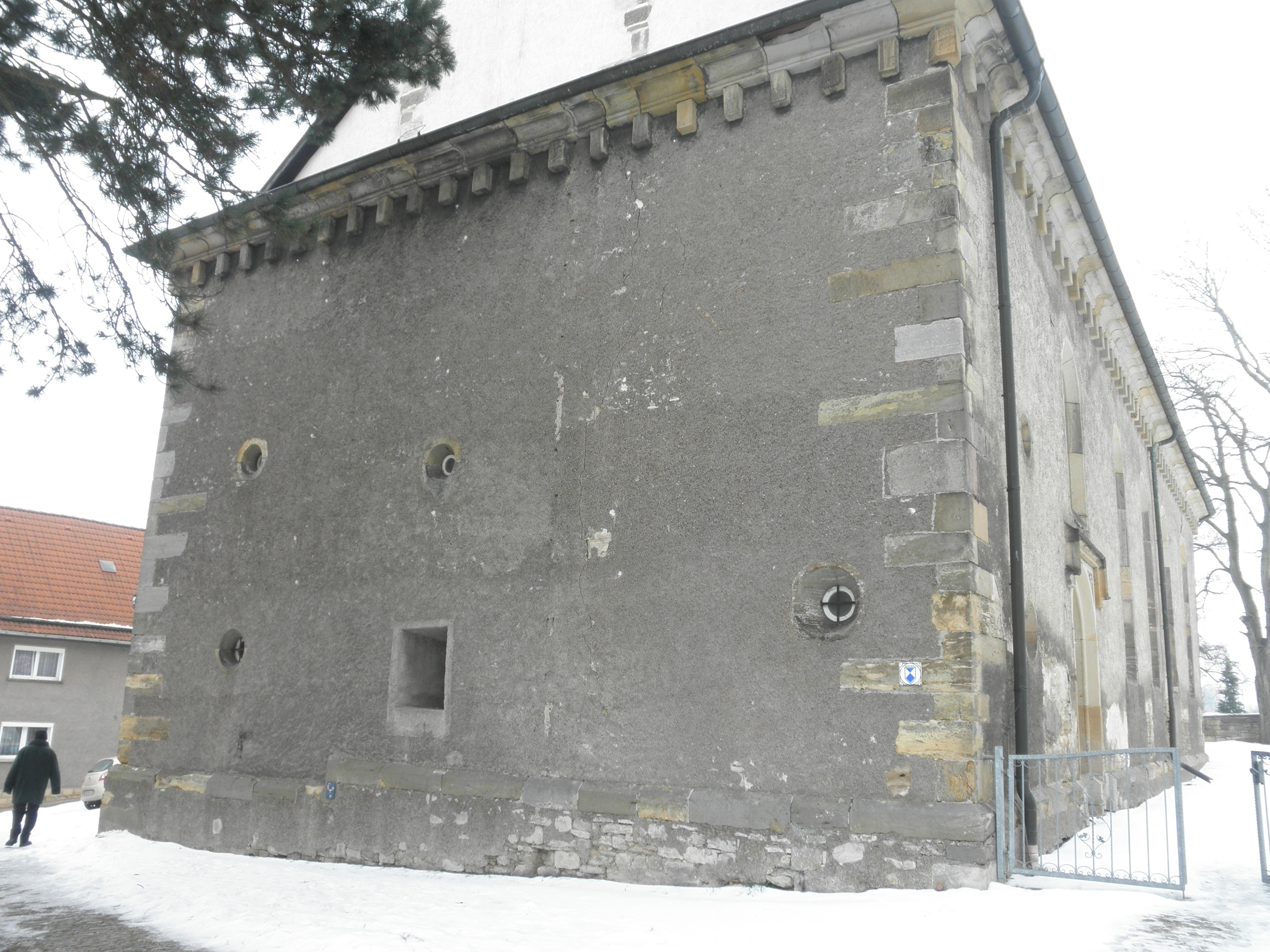
Westwand der Wehrkirche
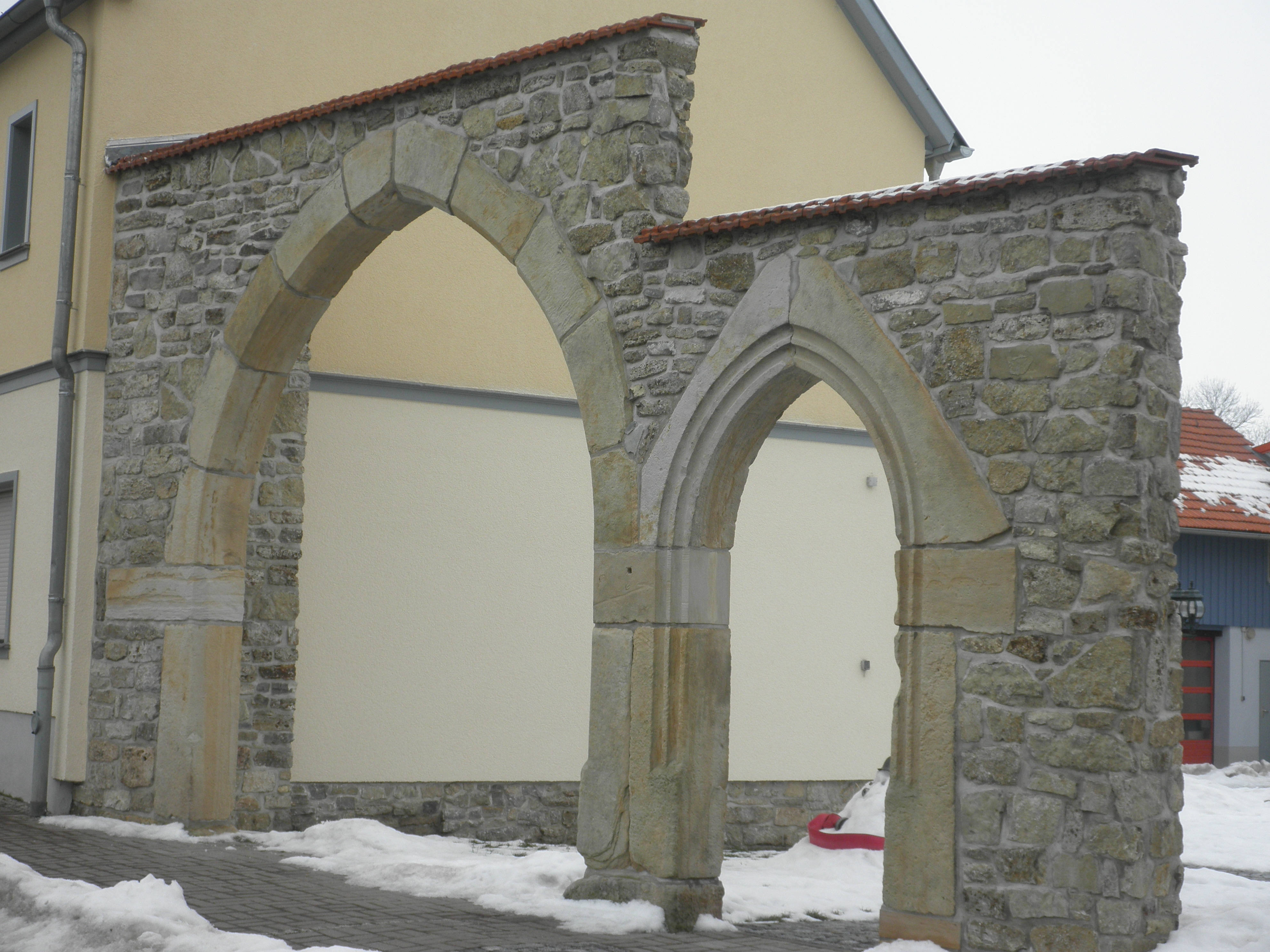
Hoftor vor dem Gemeindehof und dem Sitz der Feuerwehr
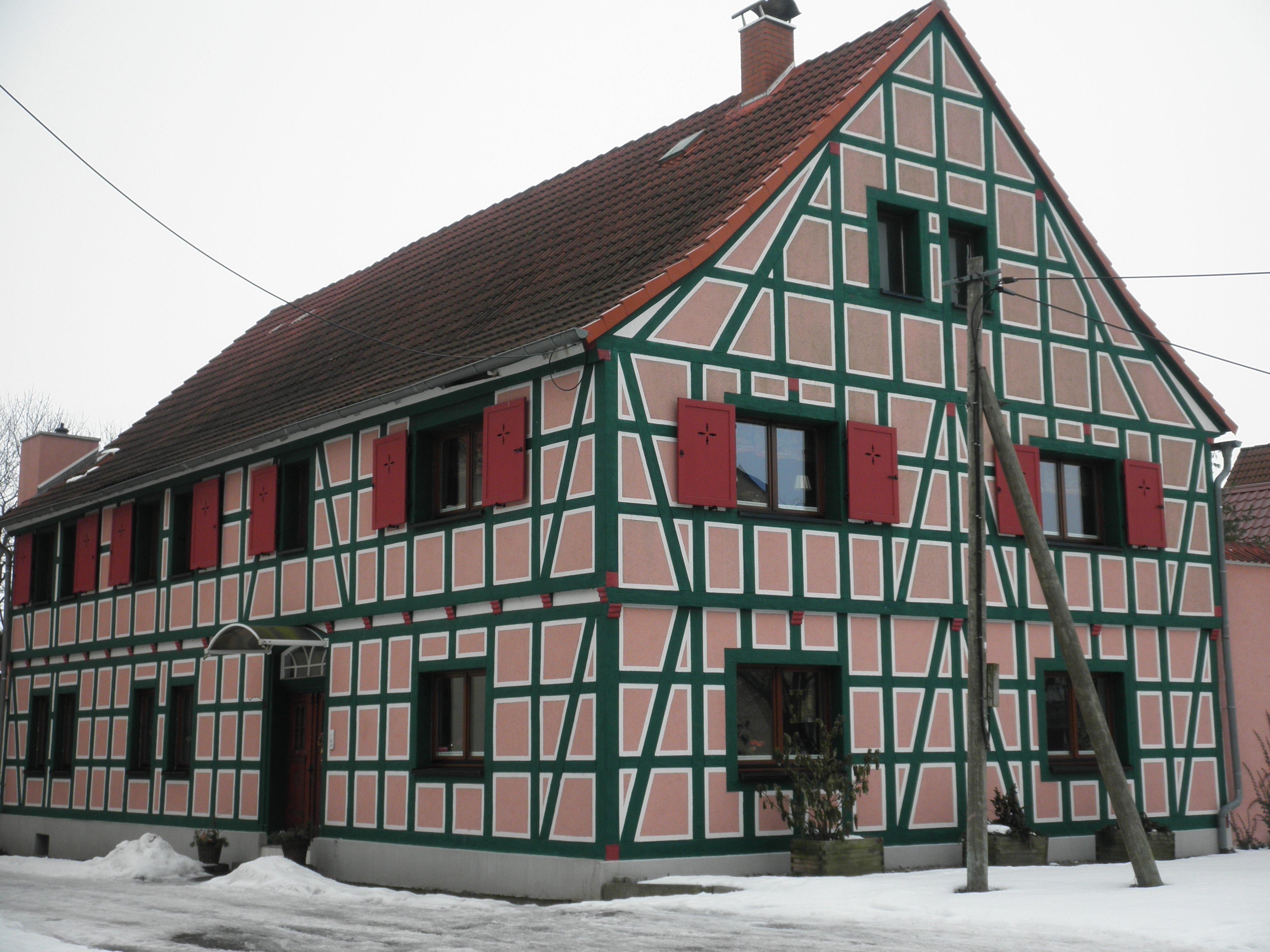
Fachwerkhaus
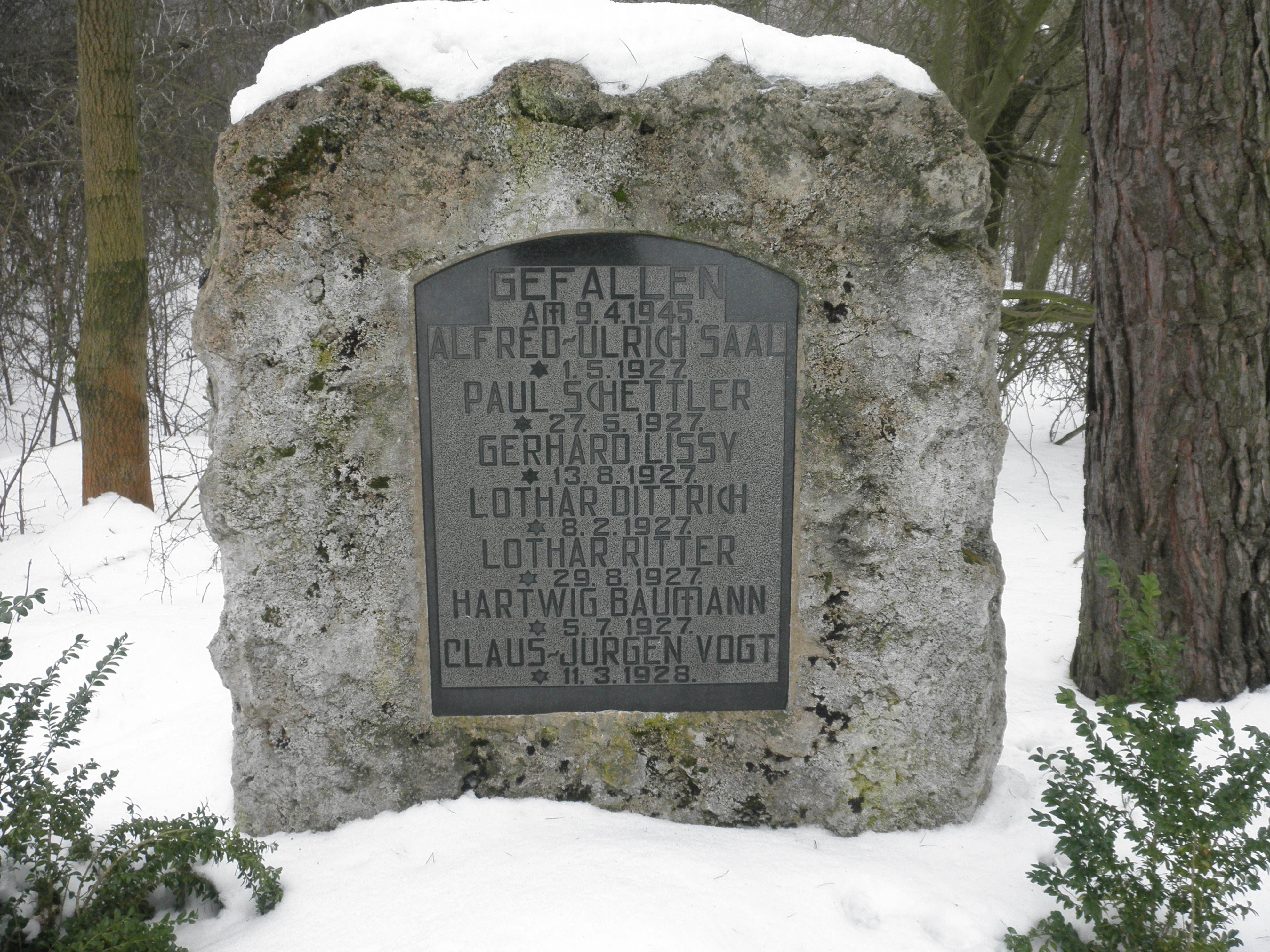
„Sieben Gräber“ auf dem Abtsberg

## Persönlichkeiten
- Friedrich Albrecht Augusti (1691–1782), evangelischer Geistlicher und Theologe sowie ehemaliger Rabbi, war Pfarrer von Eschenbergen
- Johann Christian Wilhelm Augusti (1771–1841), evangelischer Theologe, geboren in Eschenbergen
- Christian Friedrich August Frank (* 1793 in Eschenbergen) war 1815 als Jurastudent Mitbegründer der Jenaischen Burschenschaft